# 幸町 (酒田市)
幸町（さいわいちょう）は、山形県酒田市に存在する町名。現行行政地名は幸町一丁目と幸町二丁目である。郵便番号は998-0023。

## 人口と世帯
2017年（平成29年）6月30日現在の世帯数と人口は以下の通りである。
| 丁目      | 世帯数  | 人口  |
| --------- | ------- | ----- |
| 幸町1丁目 | 127世帯 | 242人 |
| 幸町2丁目 | 140世帯 | 263人 |
| 計        | 267世帯 | 505人 |

## 地理
幸町はJR羽越本線の酒田駅の西口側に位置する町名で、同町の周囲は西に相生町、北西に御成町、南に浜田と、酒田駅を挟んで東側は駅東や旭新町とそれぞれ接する。

## 交通
- JR東日本羽越本線酒田駅が幸町一丁目に存在。
- バス路線では酒田市福祉乗合バス（るんるんバス、ぐるっとバス）の市内循環線や大学線などが同町の酒田駅を発着している[4]他、庄内交通の庄内空港へ向かうリムジンバスや一般路線の一部も同駅や庄交バスターミナル(同町内)を発着または経由している。
- 道路では山形県道41号酒田停車場線が同町の酒田駅から西方向(相生町など)へ進んでゆく。また山形県道42号酒田港線も同町内を南北に貫くが一部で北西隣の御成町との境を通る。

## 施設
- JR酒田駅
- 庄交バスターミナル
- 酒田駅前郵便局
- ホテルアルファーワン酒田
- ホテルイン酒田駅前
- カラオケマイム酒田駅前店
- マルハン酒田店
- 木戸銭（レストラン）
- 大木屋（レストラン）
- 守川整形外科医院